# Ermita de Nuestra Señora la Virgen de la Ortisella
La Ermita de Nuestra Señora la Virgen de la Ortisella, de Benafigos, comarca del Alcalatén, provincia de Castellón, España, es un monumento catalogado como Bien de Relevancia Local, que se encuentra situado a unos tres quilómetros al norte de la población, en el llamado Camino de la Ermita.
El emeritorio, consta de distintos cuerpos que se adosan a la trasera y a la parte izquierda de la iglesia, presentando frente a ella una explanada presidida por el tronco hueco de un antiquísimo y colosal olmo; y está, a excepción de la fachada de la ermita (que tiene una pequeña espadaña con la fecha 1657 inscrita en ella, y en su base, sobre un óculo y entre dos rostros que simbolizan el sol y la luna, la fecha de otra reforma: 1803), pintado en blanco. Presenta  cubierta de teja. La ermita tiene dos tramos diferenciados,  con dos contrafuertes exteriores y una pequeña sacristía con una puerta al exterior. La ermita es propiedad de unos clavarios del pueblo, quienes se encargan de su cuidado.
Pueden verse próximas a la ermita,  tres  fuentes nacientes (conocidas como "de Dalt", "de Baix" y "de Darrere"),  a las que se le atribuyen  propiedades curativas diferentes.

## Historia
Según cuenta la leyenda, en 1566 un labrador de la zona, posiblemente el dueño del vecino Mas d’Escrig, estaba trabajando la tierra con el arado tirado por mulos, cuando la reja topó con un obstáculo, que resultó ser la imagen de la Virgen. Llevó la imagen a su masía y fue a avisar a las autoridades del hallazgo, pero  cuando volvieron a la masía no encontraron la imagen, que misteriosamente había regresado al lugar de su hallazgo. Es por eso que se consideró que la Virgen quería permanecer en ese sitio concreto y es allí donde se levantó la antigua ermita, tras el permiso otorgado por el obispo de Tortosa, en 1567.
La ermita original tuvo numerosas intervenciones posteriores: se amplió su recinto en 1651, en 1803 se reformó nuevamente, en 1853 se le añadió la sacristía, y por último, se la dotó de hospedería y caballerizas. Además, fue restaurada a finales de los siglos XIX y XX, en sendas ocasiones.

## Descripción
El edificio está  construido en piedra y mampostería y la cubierta, que es de dos aguas, está cubierta de tejas.  La fachada es de fábrica en piedra de tonos rojizos. En ella se abre la puerta bajo amplio y bello arco de medio punto, en el que aparece grabada la fecha de 1651. A su izquierda, hay una ventana alta enrejada y, por encima, se puede contemplar un retablo cerámico que representa el hallazgo de la imagen y la inscripción "se renovó el año 1899".
El interior de la ermita es muy sencillo. De pequeñas  dimensiones de 12 x 7,5 metros, presenta bóveda de cañón dividida en tres tramos por dos arcos que apoyan sobre pilastras reforzadas por contrafuertes al exterior. No posee ni coro ni capillas laterales, pero sí un curioso balcón junto a la entrada, que estaba reservado para las autoridades. Hacia el austero altar (en el cual, en una hornacina entre columnas, se encuentra la reproducción de la imagen original de la Virgen, la cual desapareció en 1936),  se disponen dos filas de bancos de madera.

## Festividades
La Virgen de la Ortisella es la patrona de Benafigos, y  tradicionalmente se  ha considerado que gracias a su intervención el pueblo se ha salvado tanto de sequías, como las acontecidas en 1813 y 1917, así como de algunas epidemias contagiosas del siglo XIX. Pero  la devoción a esta Virgen se extiende por toda la comarca y otras tierras, efectuándose a este ermitorio numerosas visitas y romerías, entre las que destacan:
- El primer domingo de mayo, con procesión desde el pueblo y misa en la ermita.
- El lunes de Pascua de Pentecostés, con reparto de la "fogasseta" entre los asistentes.
- La más importante, la del 8 de septiembre,  que coincide con las fiestas patronales del municipio,  con peregrinación a la ermita en cuyo recorrido se pide la lluvia para los campos. Tras oficiarse misa cantada, se reparte el llamado “panoli” (dulce de harina con aceite, azúcar y aguardiente) y se lleva a la Virgen a las fuentes de los alrededores para bendecirlas.